# Molophilus (Molophilus) tawagensis
Molophilus (Molophilus) tawagensis is een tweevleugelige uit de familie steltmuggen (Limoniidae). De soort komt voor in het Oriëntaals gebied.